# Sud Carangas

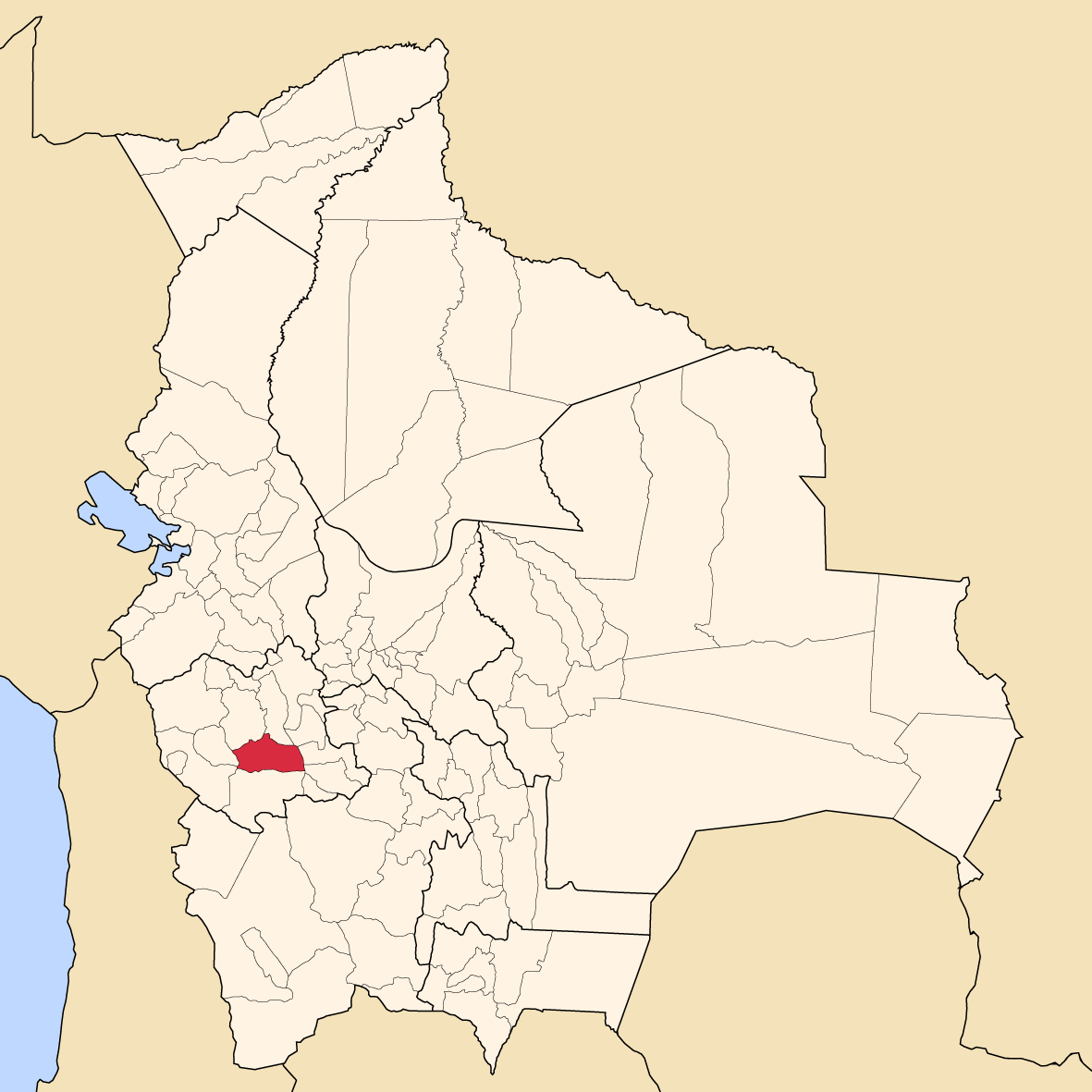
Provinsens läge i Bolivia

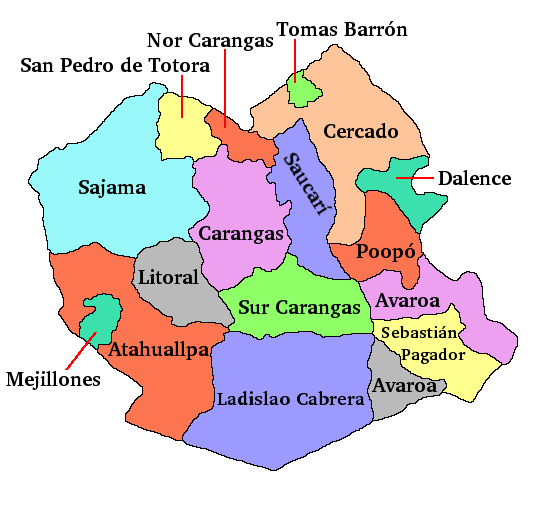
Provinser i Oruro

Sud Carangas är en provins i departementet Oruro i Bolivia. Den administrativa huvudorten är Andamarca.